# Taenionema pacificum
Taenionema pacificum är en bäcksländeart som först beskrevs av Banks 1900.  Taenionema pacificum ingår i släktet Taenionema och familjen vingbandbäcksländor. Inga underarter finns listade i Catalogue of Life.